# Orlando Gibbons
Orlando Gibbons (født i 1583, død 5. juni 1625) var en engelsk komponist og organist. Han tilhørte en musikerfamilie, hvor i hvert fald to ældre brødre Edward og Ellis og hans egen søn Christopher er kendt som musikere af betydning. Han skrev orgelmusik, musik for cembalo, en del kammermusik og anden instrumentalmusik, men alligevel tilskrives hans vokalmusik størst betydning. Af hans ca. 40 overleverede anthems er 15 komponeret i den moderne verse-stil.